# Петропавловка (Острогожский район)
Петропа́вловка — село в Острогожском районе Воронежской области. Административный центр Петропавловского сельского поселения.

## История
2 января 2024 года около 09:00 по местному времени в селе прогремели взрывы, ставшие следствием аварийного падения боеприпаса с российского самолёта во время ракетной атаки по Украине в ходе российского вторжения. Очевидцы сообщили, что в селе разрушена целая улица. Власти первоначально заявили о повреждении как минимум семи частных домов и отсутствии пострадавших, а позже — о четырёх пострадавших и повреждении более ста домов (треть всех домов села), из которых 9 разрушены полностью.

## Население
| 2000 | 2005 | 2010 |
| ---- | ---- | ---- |
| 810  | ↘801 | ↘678 |

## Инфраструктура
Петропавловская общеобразовательная школа.
Улицы
| - ул. Воронежская - ул. Донская - ул. Луговая - ул. Молодёжная - ул. Победы - ул. Пролетарская - ул. Свободы - ул. Степная | - пер. Берёзовый - пер. Грибной |